# Темнолесская (Краснодарский край)
Темнолесская — станица в Апшеронском районе Краснодарского края России. Входит в состав Мезмайского сельского поселения. Население — 144 чел. (2010).

## География
Станица расположена в горно-лесной зоне, 4 км к востоку от посёлка Мезмай, в верховьях реки Мезмай (приток Курджипса).

### Улицы
- ул. Партизанская.

## История
Посёлок Мезмайский был основан в 1868 году, в 1870 году переименован в село Темнолесское (Тёмный Лес), не позже 1938 года населённый пункт преобразован в станицу.

## Население
| 2002 | 2010 |
| ---- | ---- |
| 107  | ↗144 |

## Экономика
- Лесозаготовка.
- Экологический туризм.

### Транспорт
С 1930-х до 1980-х годов действовала станция лесовозной узкоколейной железной дороги.

## Известные уроженцы
- Лещинский, Болеслав (1837—1918) — российский актёр театра и кино.